# Berlin-Rosenthal
Rosenthal ist ein Ortsteil des Bezirks Pankow in Berlin.

## Geographie
Die Bebauung des Ortsteils besteht im Wesentlichen aus Einfamilienhäusern und hat sich aus zwei Siedlungskernen entwickelt, dem alten Dorfkern sowie der Landhaussiedlung Nordend. Im Ortsteil existieren auch ausgedehnte Kleingartenanlagen. Von Westen nach Osten wird der Ortsteil durch den Nordgraben durchquert und von Südwesten nach Nordosten durch den Zingergraben. Die höchste Erhebung ist der Rollberg mit eine Höhe von 59 Metern.

## Geschichte

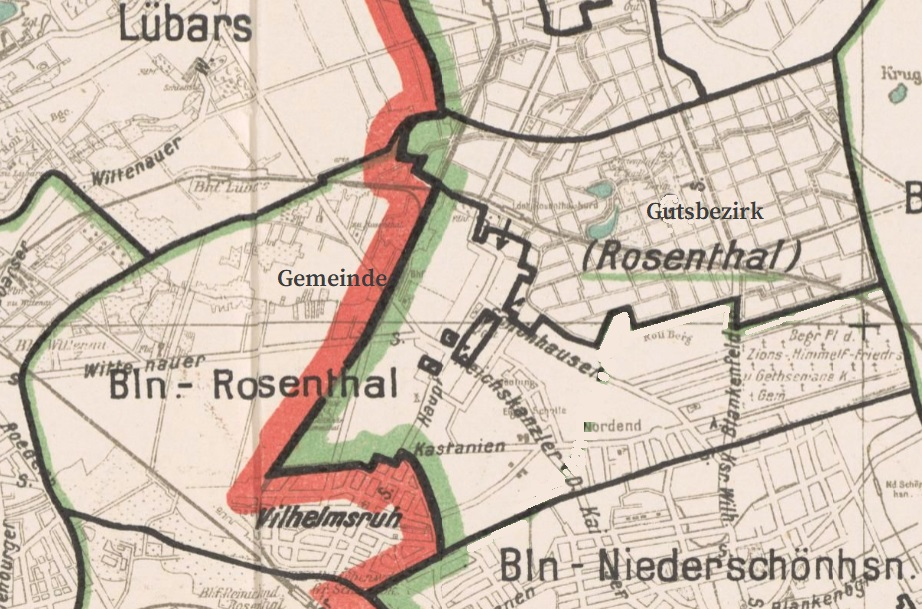
Gemeinde und Gutsbezirk Rosenthal; der rot-grüne Streifen markiert die Grenze zwischen den Bezirken Reinickendorf und Pankow von 1920 bis 1938.

Rosenthal wurde um 1230 als Angerdorf angelegt. Urkundlich wurde es erstmals 1356 als Pfarrdorf Rosendalle erwähnt, was die Existenz einer Pfarrkirche, der im 13. Jahrhundert errichteten Rosenthaler Dorfkirche, voraussetzt. Im Landbuch Karls IV. (1375) wurden für Rosental 72 Hufen ausgewiesen, davon vier Pfarrhufen (Wedemhof). Es gab auch einen Krug.
Rosenthal bestand bis zur Bildung Groß-Berlins im Jahr 1920 aus einer Landgemeinde und einem Gutsbezirk im Kreis Niederbarnim der preußischen Provinz Brandenburg.
Ab 1871 entstand südöstlich des Dorfs Rosenthal direkt an der Grenze zu Niederschönhausen die Landhauskolonie Nordend. Ihre Einwohnerzahl stieg von 100 im Jahr 1875 auf 997 im Jahr 1905. Mit Wilhelmsruh entstand ab den 1890er Jahren südwestlich des Dorfs eine weitere Landhauskolonie. Westlich von Wilhelmsruh siedelten sich auf dem Gemeindegebiet von Rosenthal nach 1906 mit den Bergmann-Werken mehrere bedeutende Fabriken der Fahrzeug-, Metall- und Elektroindustrie an. Für die drei Siedlungsschwerpunkte der Gemeinde Rosenthal wurden zu Anfang des 20. Jahrhunderts auch die Bezeichnungen Rosenthal I (Wilhelmsruh), Rosenthal II (Dorf) und Rosenthal III (Nordend) verwendet.
Bei der Eingemeindung nach Berlin am 1. Oktober 1920 wurde Rosenthal auf zwei Berliner Bezirke aufgeteilt:
- Der Gutsbezirk Rosenthal (341 ha, 129 Einwohner) und der Ostteil der Landgemeinde mit dem Dorf Rosenthal sowie Nordend (479 ha, 1620 Einwohner) bildeten den Ortsteil Rosenthal im neuen Bezirk Pankow.
- Wilhelmsruh und der westlich der Liebenwalder Bahn gelegene restliche Teil der Landgemeinde (412 ha, 4433 Einwohner) wurden dem neuen Bezirk Reinickendorf zugeordnet und bildeten dort einen Ortsteil, der seit etwa 1932 als Wilhelmsruh bezeichnet wurde.[3][4]

Die kommunalen Grenzen wurden bei der Berliner Bezirksreform vom 1. April 1938 erneut geändert. Der Südosten des Reinickendorfer Ortsteils Wilhelmsruh mit der Kolonie Wilhelmsruh und den Bergmann-Fabriken kam zum Bezirk Pankow, während der großflächig mit Wohnlauben bebaute Nordwestteil des Ortsteils im Bezirk Reinickendorf verblieb.
Nach dem Zweiten Weltkrieg bildeten Rosenthal und Wilhelmsruh im Ost-Berliner Bezirk Pankow einen gemeinsamen Ortsteil. Auf dem alten Rosenthaler Gemeindegebiet, das 1938 im Bezirk Reinickendorf verblieben war und dadurch nach 1945 zu West-Berlin gehörte, wurde in den 1960er Jahren das Märkische Viertel erbaut.
Nach der Berliner Bezirksreform von 2001 wurde aus Wilhelmsruh im vergrößerten Bezirk Pankow ein eigener Ortsteil gebildet. In Rosenthal setzte in den 1990er Jahren eine starke Neubautätigkeit ein. Dabei entstanden unter anderem die Wohnanlage Wiesenwinkel und das Quartier Rosenthal.

## Bevölkerung
| Jahr | Gemeinde | Gutsbezirk | gesamt |
| ---- | -------- | ---------- | ------ |
| 1858 | 0.353    | 079        | 0.432  |
| 1871 | 0.464    | 084        | 0.548  |
| 1885 | 0.780    | 066        | 0.846  |
| 1895 | 1.249    | 070        | 1.319  |
| 1905 | 4.357    | 138        | 4.495  |
| 1910 | 6.352    | 124        | 6.476  |
| 1919 | 6.057    | 129        | 6.186  |

| Jahr | Einwohner |
| ---- | --------- |
| 1930 | 01.600    |
| 1938 | 03.943    |
| 1946 | 09.919    |
| 1950 | 10.202    |
| 1957 | 09.205    |
| 1963 | 09.141    |

| Jahr | Einwohner |
| ---- | --------- |
| 2007 | 8.848     |
| 2010 | 8.876     |
| 2015 | 9.339     |
| 2020 | 9.885     |

| Jahr | Einwohner |
| ---- | --------- |
| 2021 | 09.968    |
| 2022 | 09.962    |
| 2023 | 09.903    |
| 2024 | 10.107    |

Quelle ab 2007: Statistischer Bericht A I 5. Einwohnerregisterstatistik Berlin. Bestand – Grunddaten. 31. Dezember. Amt für Statistik Berlin-Brandenburg (jeweilige Jahre)
Die Einwohnerzahlen von 1946 bis 1963 schließen Wilhelmsruh mit ein.

## Religion
Nach 1920 befanden sich die Ortsteile Rosenthal I und II in der kirchlichen Zuständigkeit von Reinickendorf, verwaltungstechnisch-politisch aber gehörten sie zu Pankow. Die Katholiken wurden Anfang des 20. Jahrhunderts der Kuratie St. Georg in Pankow zugeordnet. Als sich die Gemeinde St. Maria Magdalena Niederschönhausen 1929 davon abspaltete, wurden sie gemäß bischöflichem Dekret dorthin umgepfarrt.

## Sehenswürdigkeiten und Kultur

### Baudenkmale
Das Bauensemble des Rosenthaler Angers ist als Kulturdenkmal ausgewiesen.
- Dorfkirche, um 1250 erbaut
- Gemeindehaus von 1898 in der Hauptstraße 138[14]
- Gutshaus mit Stall von 1820  und Landarbeiterkaserne von 1840/1850.[15] Der Stall wird seit dem Ende des 20. Jahrhunderts von den Rosenthaler Werkstätten genutzt, einem Verbund von Spezialisten aus Kunst und Handwerk.[16]
- Amtshaus in der Hauptstraße 94, von Maurermeister Schreiber 1901–1903 erbaut,[17] seit 1990 genutzt als Kinder- und Jugendeinrichtung Landhaus Berlin-Rosenthal[18]
- Evangelische Kirche Nordend, 1909/1910 nach Plänen von Fritz Gottlob errichtet.[19] Das Kirchengebäude entstand im Jugendstil und verfügt über eine Orgel der Firma Ferdinand Dinse.[20][21] Im Predigtsaal steht eine Orgel der Orgelbauer Gebrüder Dinse.[22]
- Reste des Feldsteinfundaments des Rosenthaler Wohnturms westlich der Kirche (als Bodendenkmal ausgewiesen)

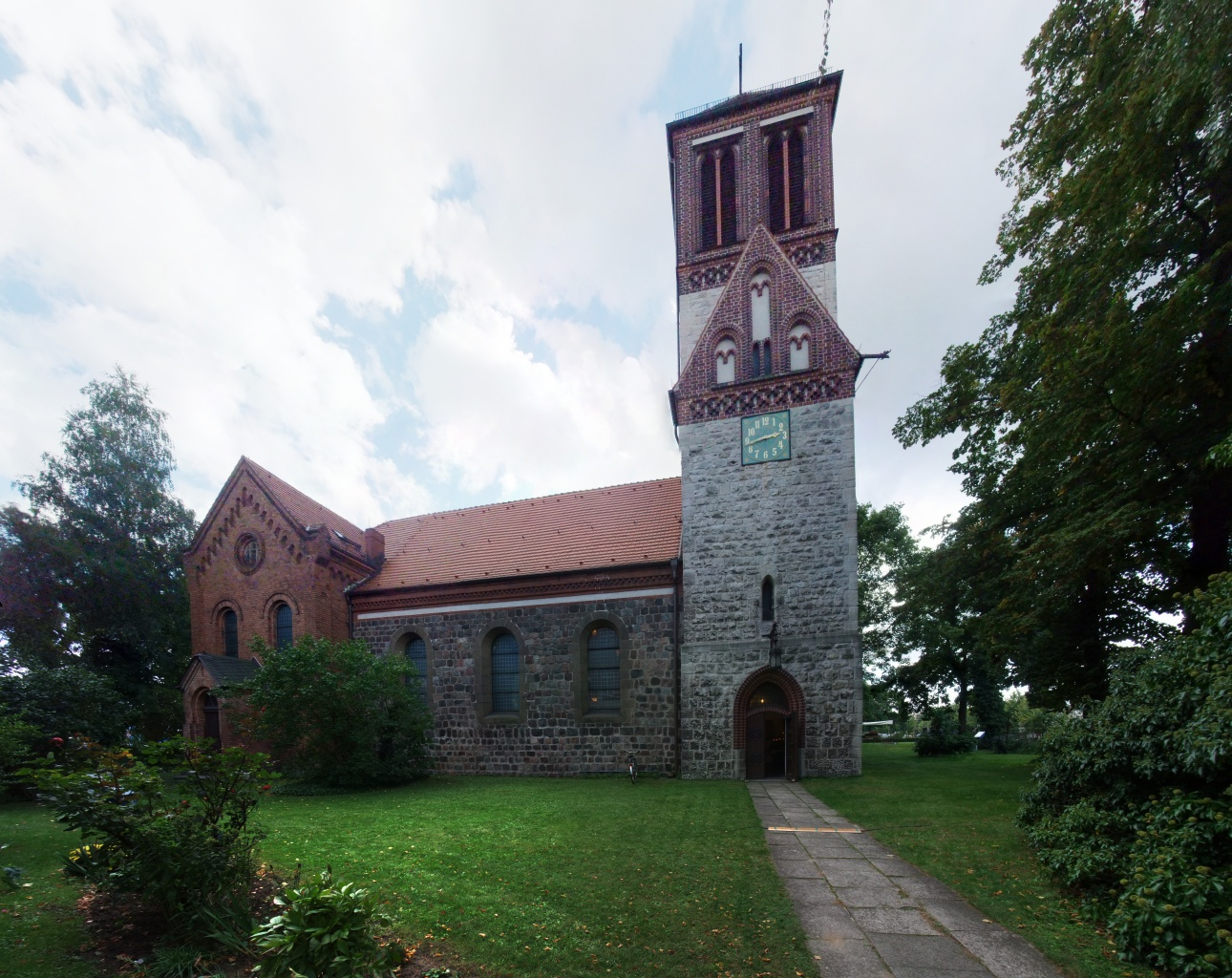
Dorfkirche Rosenthal
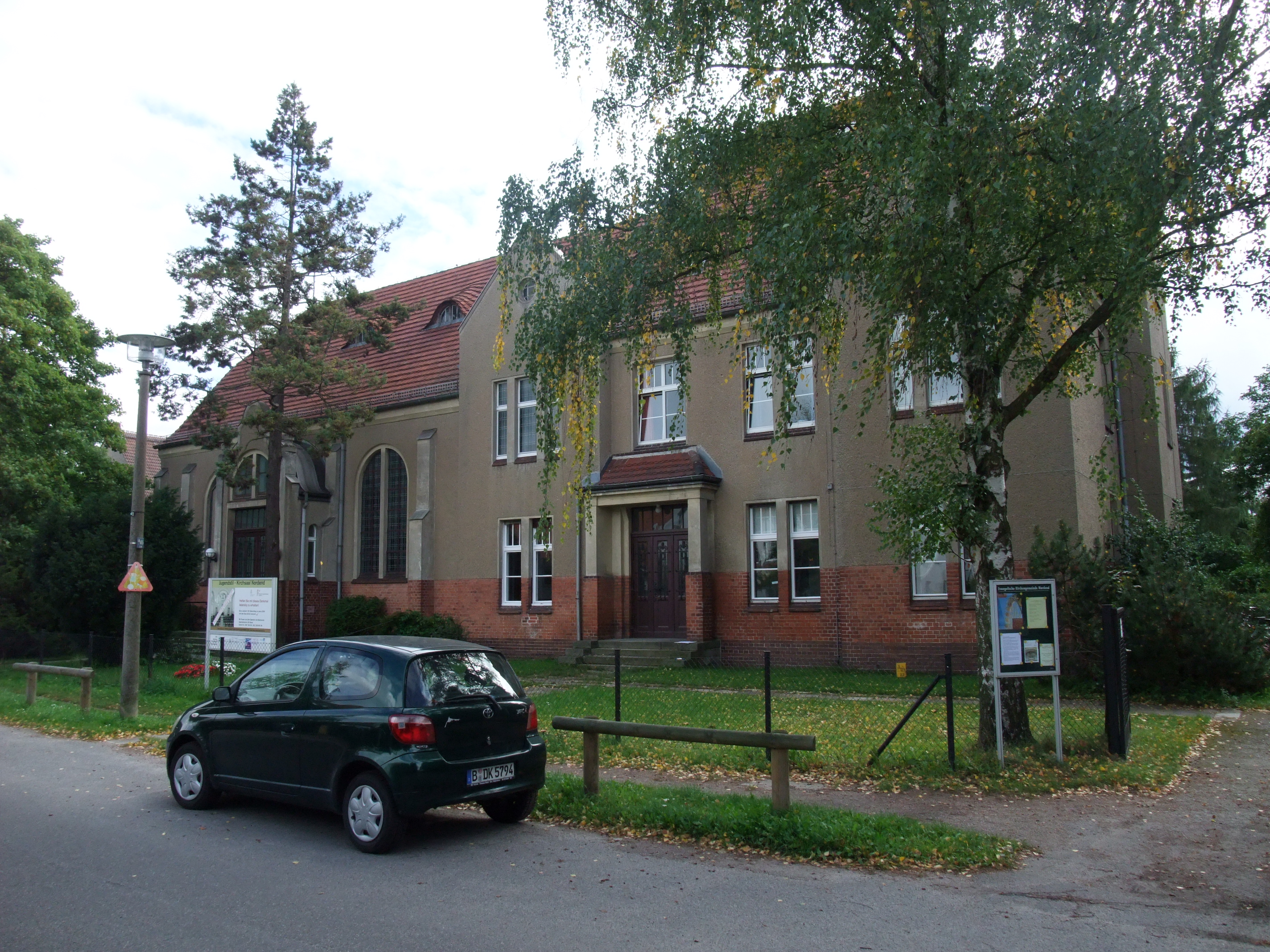
Evangelische Kirche Nordend
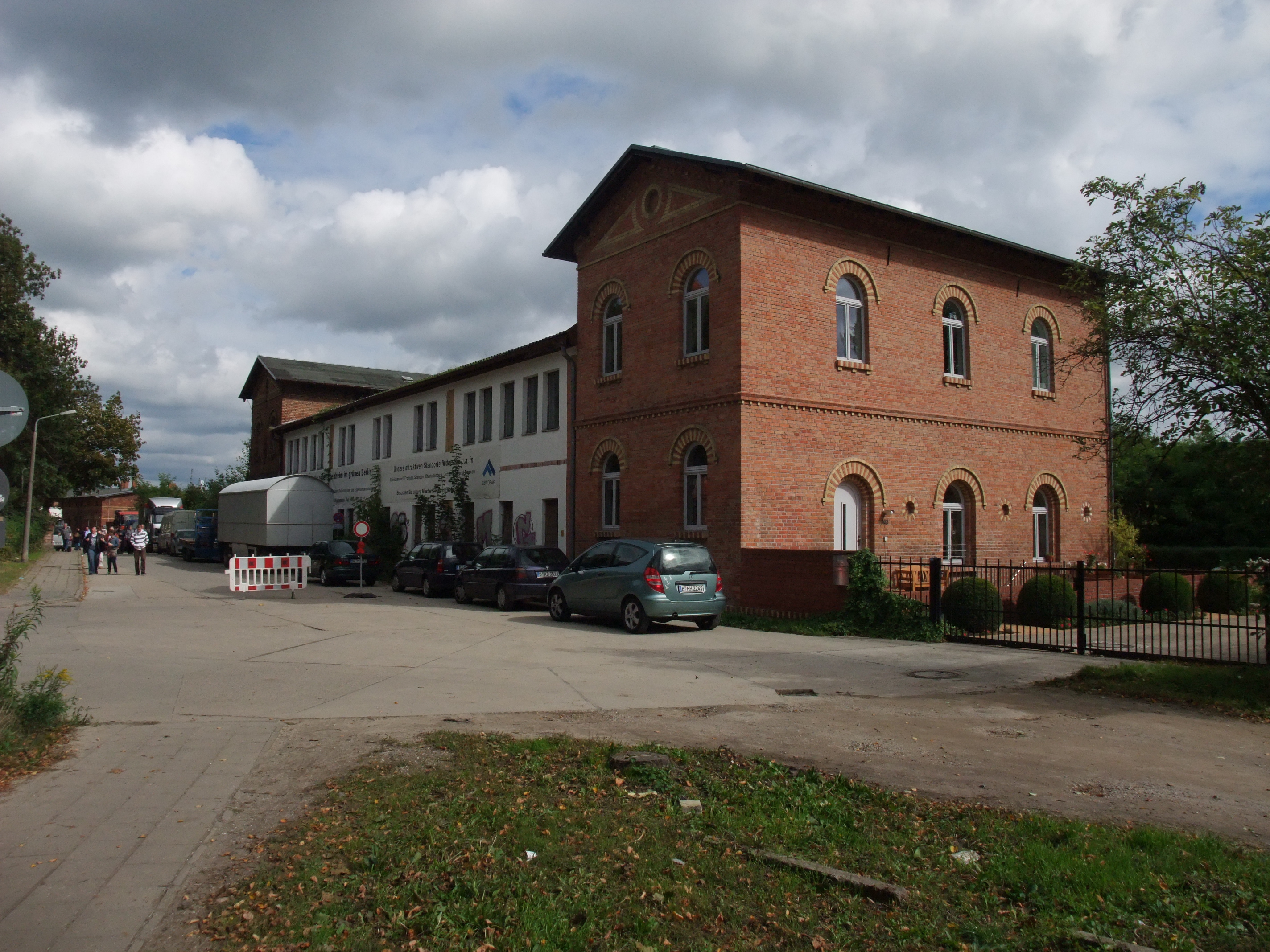
Gutshaus Rosenthal
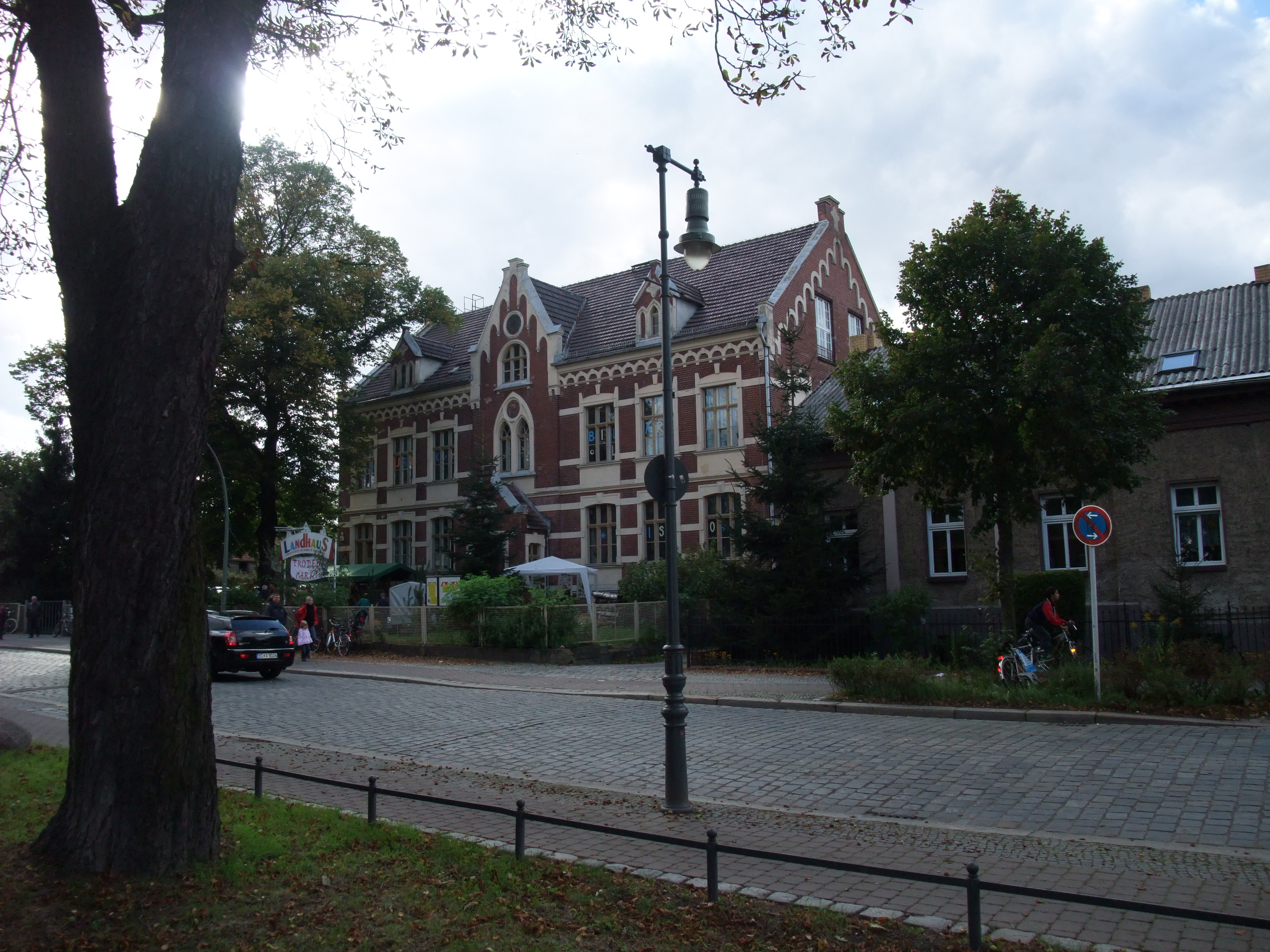
Kinder- und Jugendeinrichtung Landhaus Berlin-Rosenthal
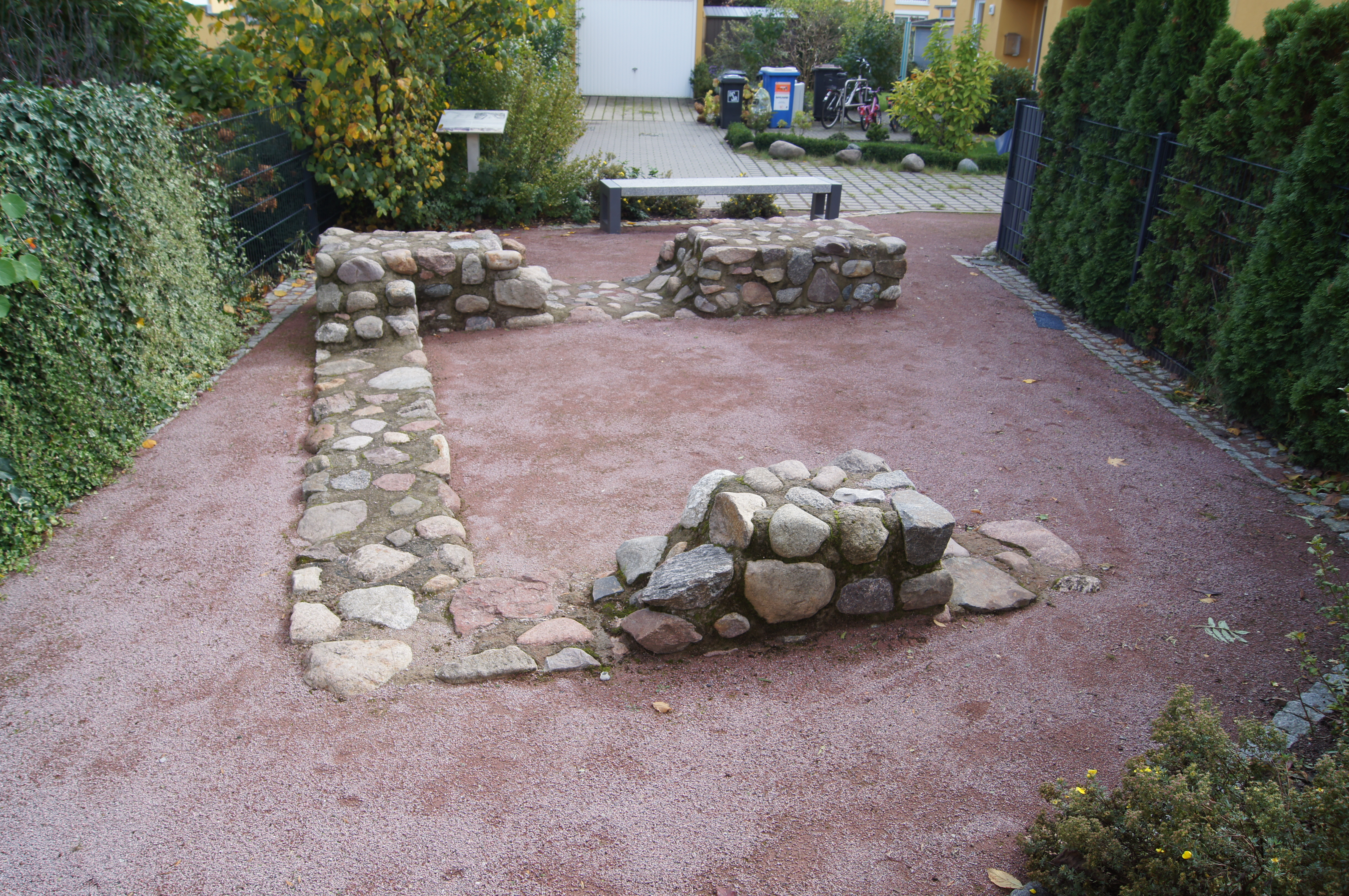
Reste des Feldsteinfundaments des Rosenthaler Wohnturms

### Wasserwerk
Zum Zeitpunkt der Eingemeindung von Rosenthal nach Berlin im Jahre 1920 verfügte die Gemeinde über ein eigenes Wasserwerk auf einem zwölf Morgen großen Grundstück. Darauf standen ein Maschinenhaus (drei Maschinen mit Sauggasmotoren und Generatoren), eine Riesel- und Filteranlage mit vier Becken, ein Wasserturm mit einem Fassungsvermögen von 300 m³ und ein Wohngebäude. Es gab zwölf Tief- und einen Sammelbrunnen. Zur Fortleitung des Abwassers bestand darüber hinaus ein Kanalpumpwerk.
Das Wasserwerk gibt es im 21. Jahrhundert nicht mehr, aber drei Teile einer benachbarten Kleingartenanlage entlang der Straße Am Anger erinnern mit ihrem Namen „KGA Wasserwerk Rosenthal“ an dessen Existenz.

### Rosenthaler Herbst

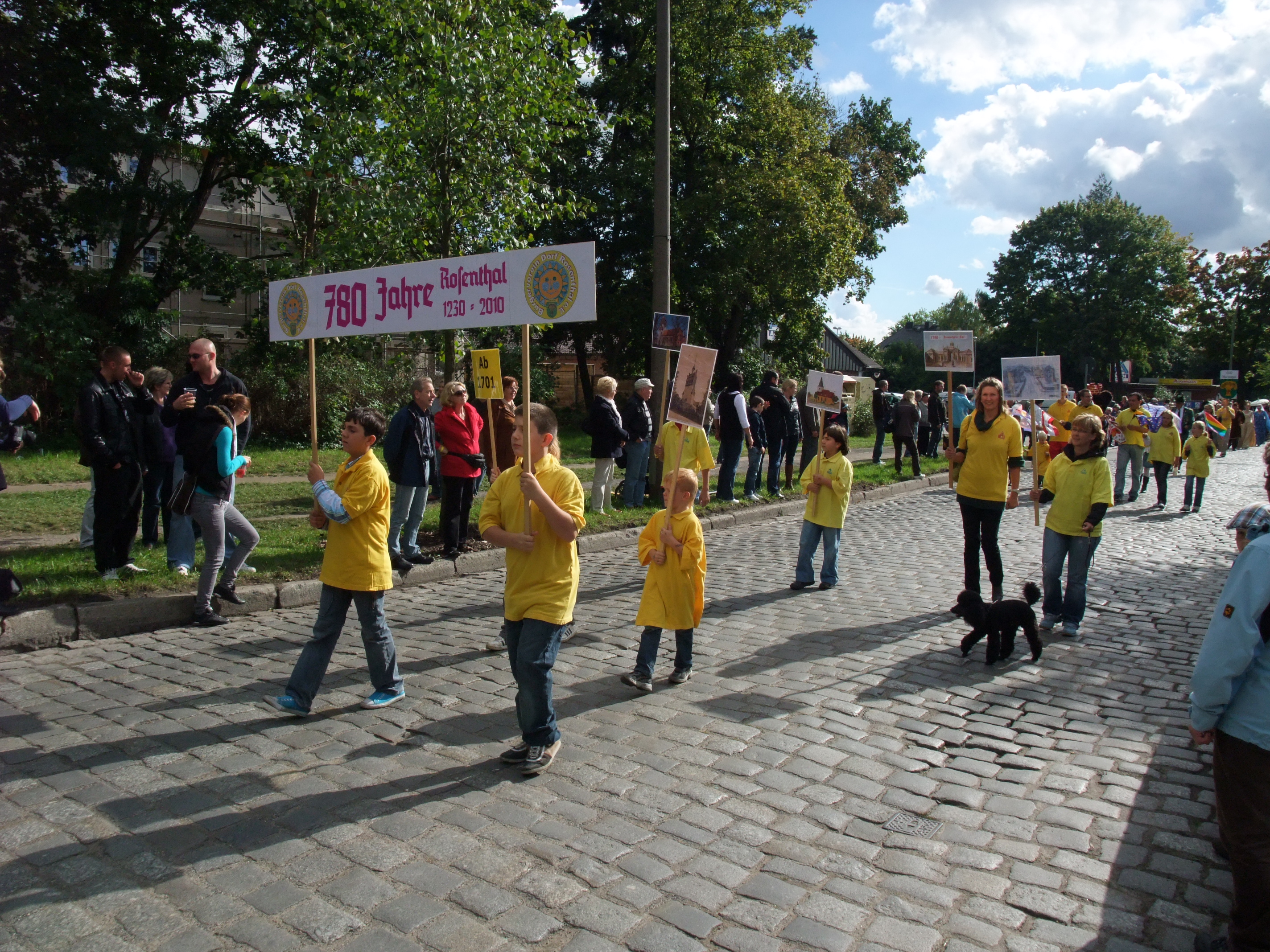
Festumzug zum 37. Rosenthaler Herbst (Erntedankfest)

Seit 1973 findet jährlich das Erntedankfest „Rosenthaler Herbst“ statt, vom 17. bis 19. September 2010 zum 37. Mal unter dem Motto „780 Jahre Rosenthal“.

## Wirtschaft
Im damals zur Gemeinde Rosenthal gehörenden Ortsteil Wilhelmsruh wurden ab 1907 die Fabriken für Turbinen, Turbogeneratoren, elektrische Automobile (Typ Protos) und Lokomotiven der Bergmann Electricitäts Werke Aktien-Gesellschaft errichtet. Große Flächen zwischen Rosenthal und Blankenfelde dienten seit der Gründerzeit bis zum Jahr 1985 als Rieselfelder, auf denen die Abwässer Berlins verrieselt wurden. Diese Flächen wurden zwischenzeitlich renaturiert, mit Wanderwegen aufgewertet und als Naturschutzgebiet ausgewiesen.

## Verkehr

### Öffentlicher Personennahverkehr
Zur Erschließung der Anfang des 20. Jahrhunderts sich stark entwickelnden Gemeinde wurde 1914 die Straßenbahnlinie vom Kaiserweg (jetzt: Friedrich-Engels-Straße) / Platanenstraße bis zum Bahnhof Rosenthal verlängert. Die Linie, die Rosenthal mit dem Berliner Stadtzentrum verband, trug die Nummer 23, ab 1953 die Nummer 22. Mit der Einführung eines neuen Liniensystems im Jahr 1993 erhielt die Linie die Nummer 53. Seit der Einführung von Metrolinien im Jahr 2004 wechselte die Bezeichnung zu M1. Sie verbindet Rosenthal mit dem Berliner Zentrum.
Die Metrobuslinie M21 verbindet Rosenthal mit dem Märkischen Viertel und dem S- und U-Bahnhof Wittenau, ebenso wie die Buslinie 124. Die Linie 122 verkehrt zum S-Bahnhof Wilhelmsruh und weiter zum U-Bahnhof Residenzstraße.

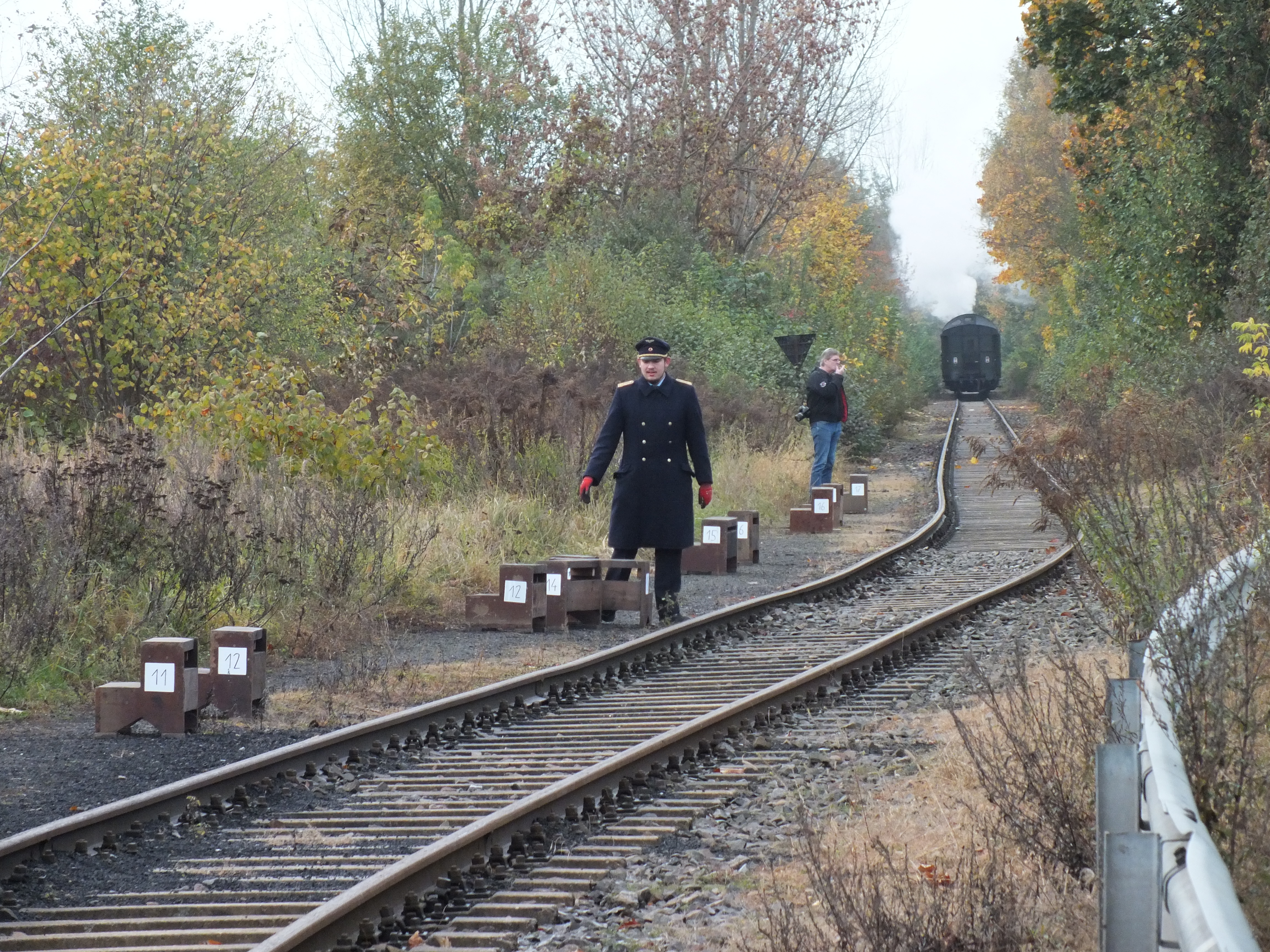
Haltepunkt Wilhelmsruher Damm der Heidekrautbahn, Treppchen als Einstiegshilfen werden für den Museumsverkehr bereitgestellt

Der Bahnhof Berlin-Rosenthal der Heidekrautbahn befand sich seit seiner Inbetriebnahme im Jahr 1901 genau an der heutigen Grenze zwischen den Bezirken Pankow und Reinickendorf an der Quickborner Straße. Nach dem Ende des Zweiten Weltkriegs war dies gleichzeitig die Grenze zwischen dem sowjetischen und dem französischen Sektor Berlins. Am Bahnhof Berlin-Rosenthal existierte ein Abzweig zur Industriebahn Tegel–Friedrichsfelde, welche seit den 1990er Jahren auf kompletter Länge stillgelegt ist.
Als mit dem Mauerbau ein durchgängiger Betrieb der Bahnstrecke nicht mehr möglich war, wurde der Bahnhof anschließend abgerissen.
Die deutsche Wiedervereinigung führte zu neuem Leben auf der Strecke; der Verein „Berliner Eisenbahnfreunde“ führt auf den verbliebenen Gleisen einen Museumsverkehr durch. Dazu entstand ein provisorischer Haltepunkt am Bahnübergang Wilhelmsruher Damm.
Die Heidekrautbahn soll auf der Strecke zwischen Berlin-Karow und Berlin-Wilhelmsruh bald wieder in Betrieb genommen werden (Stand Februar 2024).

### Individualverkehr
Wichtige Straßen des Ortsteils sind die Friedrich-Engels-Straße, die Rosenthal von Nordwesten nach Südosten durchquert und die Hauptstraße in Nord-Süd-Richtung. Im Osten des Ortsteils durchquert die Dietzgenstraße (B 96a) die Ortslage Nordend.

## Persönlichkeiten
- Otto Nagel (1894–1967), Maler, arbeitete von 1914 bis 1921 in den Bergmann-Werken
- Emmy Damerius-Koenen (1903–1987), Vorsitzende des DFD 1948–1949, in Rosenthal geboren